# La Bassée
La Bassée település Franciaországban, Nord megyében. Lakosainak száma 6678 fő (2022. január 1.). La Bassée Lorgies, Salomé, Violaines, Illies, Douvrin és Haisnes községekkel határos.

## Népesség
A település népességének változása:
| Lakosok száma | 6565 | 6469 | 6476 | 6402 | 6545 | 6509 | 6565 | 6622 | 6678 |
|               | 2013 | 2015 | 2016 | 2017 | 2018 | 2019 | 2020 | 2021 | 2022 |